# Đường sắt Ngã Ba – Ba Ngòi

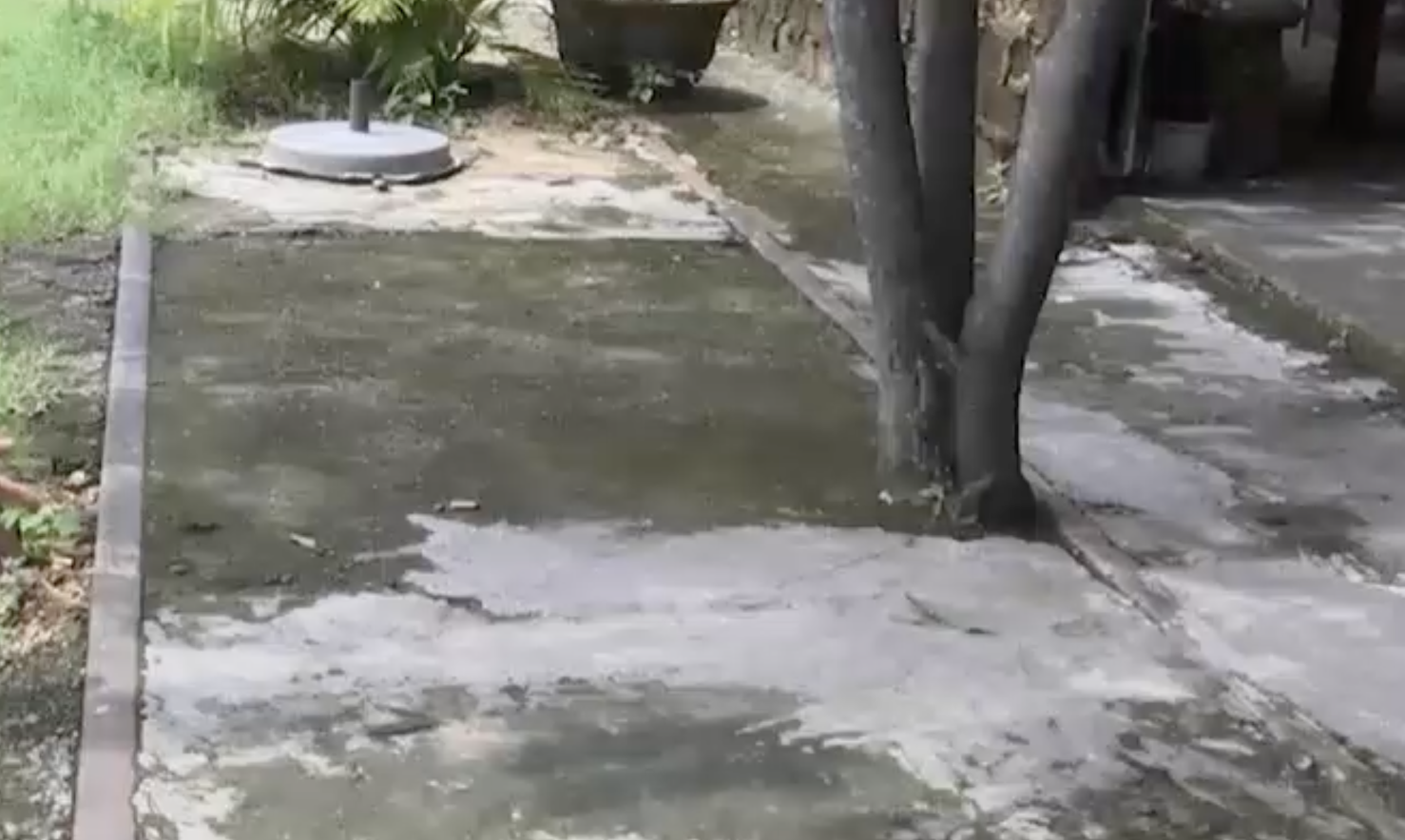
Một đoạn đường ray bị bỏ hoang ở Đường tỉnh 656 hướng về cảng ba ngòi

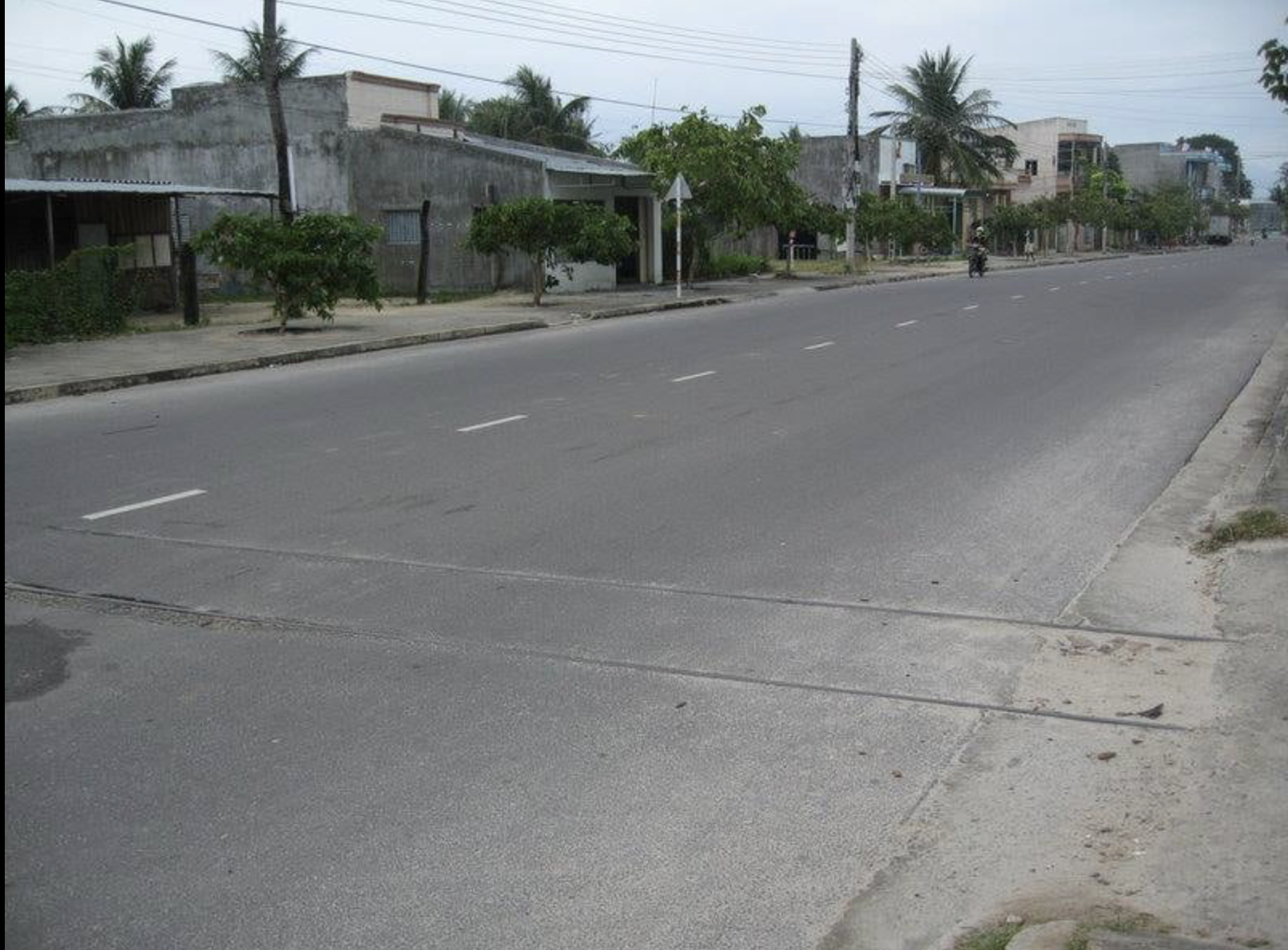
Dấu tích đường ray cũ ở Đường Tây Sơn, TP.Cam Ranh (Đường Tây Sơn là nền đường sắt cũ)

Đường sắt Ngã Ba – Ba Ngòi là một tuyến đường sắt nhánh nối ga Ngã Ba đi cảng Ba Ngòi nằm tại địa phận thành phố Cam Ranh, tỉnh Khánh Hòa. Tuyến đã bị bỏ hoang từ rất lâu và hiện đang có kế hoạch khôi phục lại, hiện nay dấu tích của tuyến đường sắt là các đoạn đường sắt nửa chìm nửa nổi ở DT656 và Đường Tây Sơn (TP.Cam Ranh) bị xâm lấn nghiêm trọng bởi nhà của người dân .

## Lịch sử
Vào năm 1922, cảng Đá Bạc tại Cam Ranh được khởi công xây dựng và đưa vào hoạt động năm 1924. Tuyến nhánh đường sắt Ngã Ba – Ba Ngòi được xây dựng từ những năm 1924 để phục vụ chuyên chở hàng hoá giữa đường sắt và đường thủy. Sau đó, để phát triển không gian quy hoạch đô thị, thành phố này đã dừng hoạt động tuyến đường sắt trên. Đến cuối năm 2020, Công ty Cổ phần Vận tải đường sắt Sài Gòn gửi Tổng Công ty Đường sắt Việt Nam văn bản đề xuất khôi phục tuyến để kết nối vận chuyển hàng hóa.